# Selatosomus informis
Selatosomus informis là một loài bọ cánh cứng trong họ Elateridae. Loài này được Kraatz miêu tả khoa học năm 1879.